# Naropa
Naropa var en indisk man som är viktig för den tibetanska buddhismen, i synnerhet inriktningen kagyu. Enligt Rupert Gethin är han grundaren till kagyu, men andra forskare nämner Tilopa, Naropas lärare, eller Marpa, en traditionellt ansedd lärjunge till Narpa, som grundaren av kagyu.
Enligt Robert Buswell och Donald Lopez föddes han år 1016 och dog 1100, men Rupert Gethin menar istället att han föddes år 956 och dog år 1040.
Många skrifter som tillskrivs Naropa finns i den tibetanska buddhismens skriftkanon.

## Biografi
Naropa var en del av samhällsklassen kshatriya i Indien, och gifte sig vid 17 års ålder. Vid 25 års ålder skiljde han sig och blev munk, samtidigt blev hans fru blev nunna. Han tillbringade många år med att studera buddhismen i alla dess former, och blev till slut abbot vid Nalandaklostret.
Han mötte en dakini vid Nalanda, som sade till honom att han inte förstod den underliggande meningen bakom de buddhistiska skrifterna. För att han skulle kunna förstå den underliggande meningen, sa dakinin att Naropa var tvungen att hitta dakinins bror. Dakinins bror var Tilopa, men dakinin nämnde varken var Naropa kunde hitta honom, eller vad han hette.
Munkarna vid Nalandaklostret bad Naropa att avfärda denna vision, och stanna vid Nalanda. De varnade honom för att slänga bort det värdefulla munklivet och den ärofyllda abbottiteln. Trots detta valde Naropa att lämna allting bakom sig, och vandrade österut för att söka efter dakinins bror. Sökandet var mycket fysiskt och psykiskt krävande. Till slut blev Naropa deprimerad och förlorade allt hopp om att hitta dakinins bror, och försökte att ta livet av sig. Precis innan han inledde sitt självmordsförsök dök Tilopa, dakinins bror, upp. Därefter blev Naropa Tilopas lärjunge, och i 12 år genomgick Naropa hård fysisk, psykisk och andlig träning under Tilopa.
Efter dessa 12 år instruerade Tilopa Naropa i de mest avancerade lärorna. Först krävde dock Tilopa att Naropa gav en offergåva, men eftersom han inte hade någonting att erbjuda, skar han av sig sina fingrar och erbjöd sina fingrar och sitt blod. Då slog Tilopa honom i huvudet med en sandal, och då fick Tilopa tillbaka sina fingrar och mottog de mest avancerade tantriska lärorna.
Naropa tog senare flera lärjungar, varav den mest betydelsefulla var Marpa. Buswell och Lopez menar dock att Tilopa egentligen aldrig mötte Marpa.